# Hopène
Pour l’article ayant un titre homophone, voir Hopen.
L'hopène, ou diploptène, est un hydrocarbure de formule brute C30H50. Il s'agit d'un triterpène pentacyclique de la famille des hopanoïdes et résultant de la déshydrogénation de l'hopane. Il est présent notamment dans les membranes de nombreuses bactéries, où il joue un rôle structurel équivalent à celui du cholestérol chez les eucaryotes.